# Église Saint-Rémi de Crécy-sur-Serre
L'église Saint-Rémi de Crécy-sur-Serre est une église située à Crécy-sur-Serre, en France.

## Localisation
L'église est située sur la commune de Crécy-sur-Serre, dans le département de l'Aisne.